# Sphoeroides tyleri
Sphoeroides tyleri är en fiskart som beskrevs av Shipp 1972. Sphoeroides tyleri ingår i släktet Sphoeroides och familjen blåsfiskar. Inga underarter finns listade i Catalogue of Life.